# Zanzim
Zanzim, pseudonyme de Frédéric Leutelier, est un auteur de bande dessinée français né le 5 janvier 1972 à Laval.

## Biographie

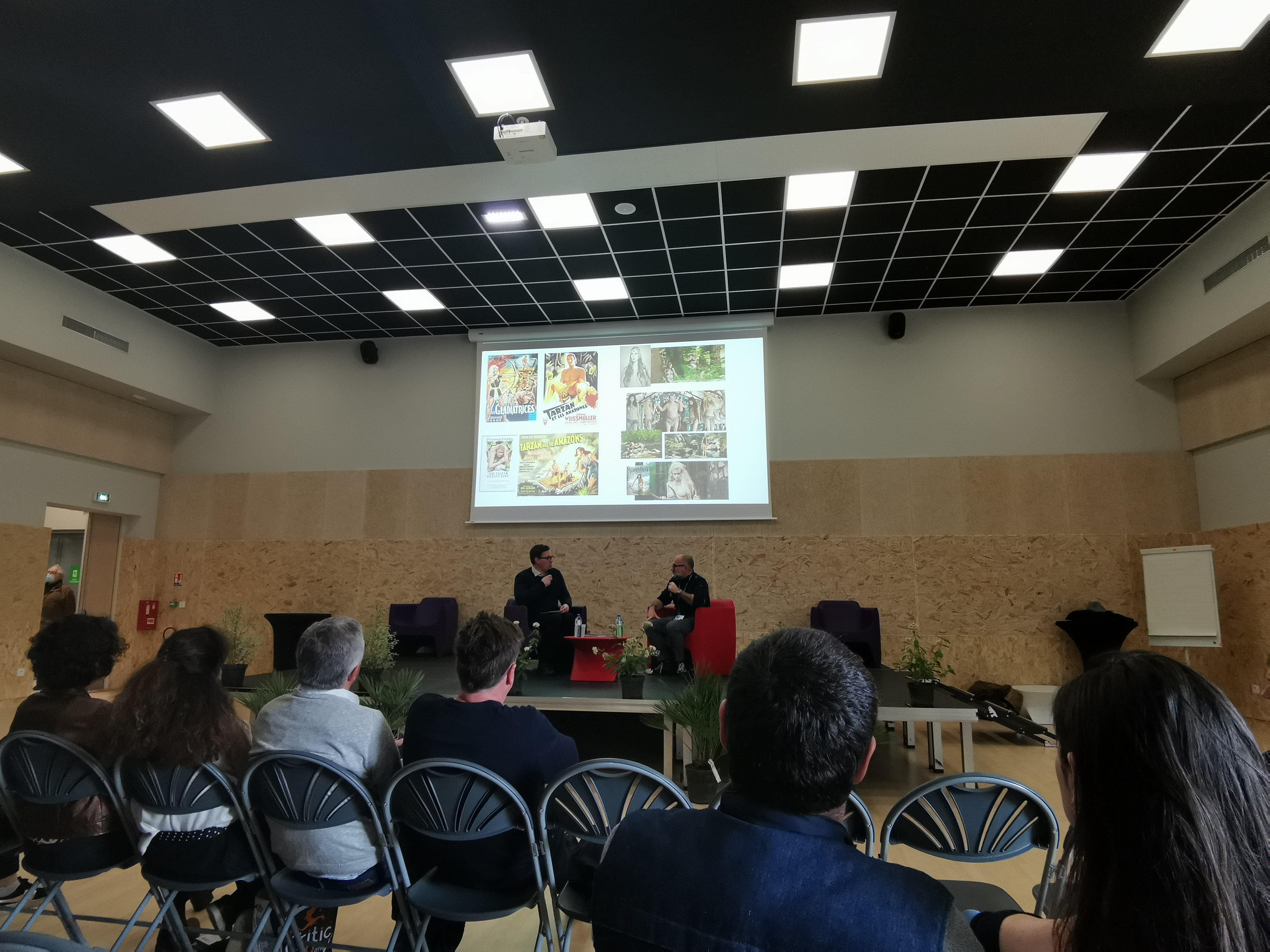
Conférence lors du festival Rue des livres 2022. La projection montre une recherche iconographique en rapport avec L'Île aux femmes.

Zanzim fait ses études à Rennes où il obtient un diplôme national supérieur d'expression plastique en 1996, puis à Angers où il devient titulaire d'un diplôme national d'arts plastiques de communication des Beaux-Arts. En termes d'influences, il se réfère à Quino, l'auteur de Mafalda, ainsi que Sempé ; il apprécie également les cartoons comme La Panthère rose, Mister Magoo, Les Fous du volant et admire Les Pauvres Aventures de Jérémie de Riad Sattouf. Il fait ensuite partie de l'atelier rennais Pepe Martini.
Son premier album est publié en 2002, lorsqu'il dessine sur un scénario d'Hubert le premier volume du diptyque Les Yeux verts (Carabas). Les deux artistes entreprennent au fil des ans de nombreuses collaborations, comme La Sirène des pompiers (2006), Ma vie posthume, (2012-2013), Peau d'homme (2020). L'ouvrage Peau d'homme remporte le grand prix de la critique 2021 et figure dans la sélection pour le fauve d'or au Festival d'Angoulême 2021. Peau d'homme lui fait rencontrer un réel succès public, qui redécouvre alors largement ses précédents albums.
Zanzim s'associe également à Fred Duval pour livrer, en trois volumes, une adaptation du Tartuffe de Molière (2008-2010). En 2015 paraît le premier album solo de Zanzim, L'Île aux femmes.
En parallèle, il participe à des ouvrages collectifs, comme Comix 2000 (L'Association) et Les Gens normaux, paroles lesbiennes gay bi trans, dirigé par Hubert (Casterman) et qui contient des témoignages et textes de référence ; l'ouvrage est publié en 2013, alors que se tient en France le vote de la loi légalisant le mariage homosexuel.

## Œuvres
- Les Yeux verts (dessin), scénario d'Hubert, Éd. Carabas, collection « Cockpit »

1. La Politesse des monstres, 2002  (ISBN 2-914203-08-X) (BNF 38910758)
2. Capitale des enfers, 2004  (ISBN 2-914203-23-3) (BNF 39262779)

- La Sirène des pompiers (dessin), scénario et couleurs d'Hubert, Dargaud, coll. « Poisson pilote », 2006  (ISBN 2-205-05718-9) (BNF 40236837)
- Tartuffe (dessin), scénario de Fred Duval, couleurs Hubert ; inspiré par Molière, Delcourt, coll. Ex-libris

1. Volume 1, 2008  (ISBN 978-2-7560-1096-0) (BNF 41328820)
2. Volume 2, 2009  (ISBN 978-2-7560-1097-7) (BNF 42094979)
3. Volume 3, 2010  (ISBN 978-2-7560-1098-4) (BNF 42270149)

- Ma vie posthume (dessin), scénario et couleurs d'Hubert, Glénat, coll. 1000 feuilles

1. Ne m'enterrez pas trop vite, 2012  (ISBN 978-2-7234-8359-9) (BNF 42700387)
2. Anisette et formol, 2013  (ISBN 978-2-7234-8735-1) (BNF 43630438)

- L'Île aux femmes (scénario et dessin), couleurs d'Hubert, Glénat, 2015  (ISBN 978-2-7234-9700-8) (BNF 44307079)
- Peau d'homme (dessin et couleurs), scénario d'Hubert, Glénat, coll. 1000 feuilles, 2020  (ISBN 978-2-344-01064-8)
- Grand petit homme (à compléter) novembre 2024

## Distinctions
- 2020, pour Peau d'homme avec Hubert :
  - Grand prix RTL de la bande dessinée[14]
  - Prix de la BD du Point[15]
  - Prix Landerneau 2020[16]
  - Grand prix de la critique ACBD[9]
  - Fauve des lycéens au festival d'Angoulême 2021[17]